# Тарамов Руслан Іхванович
Руслан Іхванович Тарамов (рос. Руслан Ихванович Тарамов, 13 липня 1965) — радянський професійний боксер, призер чемпіонату Європи серед аматорів.

## Аматорська кар'єра
1985 року вперше став чемпіоном СРСР.
На Іграх доброї волі 1986 здобув золоту медаль.
На чемпіонаті Європи 1987 завоював бронзову медаль.
- В 1/8 фіналу переміг Хамедіді Маймуна (Франція) — 4-1
- У чвертьфіналі переміг Каліна Стоянова (Болгарія) — 3-2
- У півфіналі програв Генрі Маске (НДР) — 0-5

1988 року став чемпіоном СРСР вдруге.
На літніх Олімпійських іграх 1988 року переміг Семюеля Сімбо (Сьєрра-Леоне) і програв Свену Оттке (ФРН).

## Професіональна кар'єра
Після невдачі на Олімпіаді в період перебудови 1990 року продовжив кар'єру на професійному рингу. Впродовж 1990—1992 років провів вісім переможних боїв проти маловідомих боксерів.